# Уральский струнный квартет имени Мясковского
Уральский струнный квартет имени Мясковского — струнный квартет, работавший при Свердловской филармонии в 1950—1989 гг. В 1967 г. назван в честь композитора Николая Мясковского. В 1981 г. тогдашний состав квартета — скрипачи Лев Мирчин и Лев Тышков, альтист Георгий Теря и виолончелист Герц Цомык (посмертно) — были удостоены званий заслуженных артистов РСФСР.